# Katastrofa lotu Wuhan Airlines 343
Katastrofa lotu Wuhan Airlines 343 wydarzyła się 22 czerwca 2000 roku w mieście Wuhan w Chinach. W katastrofie samolotu Xi’an Y-7, należącego do linii Wuhan Airlines zginęło 49 osób (38 pasażerów i 4 członków załogi) - wszyscy na pokładzie oraz 7 osób na ziemi. 
Xi’an Y-7 wykonywał lot z Enshi do Wuhan. Lot przebiegał bezproblemowo, do momentu lądowania. W okolicach lotniska panowały złe warunki atmosferyczne - padał deszcz. Piloci zdecydowali wstrzymać procedurę podchodzenia do lądowania i krążyli nad lotniskiem; czekali na poprawę pogody. W międzyczasie nad lotnisko dotarła burza z piorunami. Załoga zaczęła zastanawiać się nad lądowaniem na innym lotnisku. Kilka chwil później maszyna runęła na ziemię. Samolot spadł na teren gospodarstwa rolnego. W katastrofie zginęli wszyscy na pokładzie oraz siedem osób, które przebywały na terenie gospodarstwa.
Śledztwo wykazało, że przyczyną katastrofy było uderzenie pioruna w samolot. Po tragedii Chińska Administracja Lotnictwa Cywilnego zadecydowała, że wszystkie samoloty Xi’an Y-7, mają zostać wycofane z lotów pasażerskich do 1 czerwca 2001 roku.